# Ilyas Abu-Xàbaka
Ilyas Abu-Xàbaka o Elias Abou Chabakeh en la transcripció habitual francesa (àrab: الياس أبو شبكة, Ilyās Abū Xabaka) (Providence, Nova Anglaterra, EUA, 3 de maig de 1903 – Beirut, Líban, 27 de gener de 1947) fou un poeta, editor, traductor i crític literari libanès nascut als Estats Units. Fou un dels fundadors de la Lliga literària dels Deu, considerat una de les figures capdavanteres de la Nahda o renaixement literari àrab.
Nascut en una família benestant libanesa, Abu-Xàbaka va esdevenir interessat en poesia a una edat jove. Fill d'un mercader, va quedar sense pare en la seva joventut, una experiència que marcaria les seves primeres obres. Elias va treballar com a mestre, traductor i a més de publicar diversos volums de poesia, com a escriptor periodista per molts diaris àrabs i revistes literàries. Sent un partidari de l'escola Romàntica, Abu-Xàbaka va creure en la inspiració i el control conscient en la poesia. Els seus poemes eren profundament personals i sovint els sobretons bíblics continguts se centren en els seus conflictes morals interns. Algunes de les obres d'Abu-Xàbaka foren molt polèmiques en el seu temps, particularment la seva col·lecció de poesia Serps de Paradís que va ser considerat obscè a causa del seu obert contingut sexual. L'obsessió del poeta amb les conseqüències espirituals de la carnalitat que va ser manifestada en els seus escrits va ser atribuïda a la culpa que arrossegava per les seves escapades sexuals amb diverses dones quan ja era casat i fins a la seva mort de leucèmia el 1947.
Abu-Xàbaka va demanar la renovació i modernització de literatura àrab, va inspirar generacions de poetes. Les seves contribucions a literatura foren commemorades transformant la seva casa, al seu poble natal de Zouk Mikael, en un museu.